# Pangasinan

Pangasinan

Pangasinan – prowincja na Filipinach, położona w środkowo-zachodniej części wyspy Luzon. Od zachodu granicę wyznacza Morze Południowochińskie, od północy prowincje La Union i Benguet, od wschodu prowincje Nueva Vizcaya i Nueva Ecija, od południa prowincje Tarlac i Zambales. Powierzchnia: 5414 km². Liczba ludności: 2 495 841 mieszkańców (2007). Gęstość zaludnienia wynosi 461 mieszk./km². Stolicą prowincji jest Lingayen.